# Exocentrus bremeri
Exocentrus bremeri es una especie de escarabajo longicornio del género Exocentrus, categorizada en la tribu Exocentrini, de la subfamilia Lamiinae. Fue descrita por Breuning en 1982.

## Descripción
Mide 2,5-4,5 mm de longitud.

## Distribución
Se distribuye por Etiopía, Kenia, Uganda, Somalia y Tanzania.